# Laiksaare
Laiksaare – wieś w Estonii, w prowincji Parnawa, w gminie Saarde.